# Trace Toca
Trace Toca é um canal de televisão de origem francesa, que exibe de videoclipes de Moçambique, Angola, Guiné, Portugal, Caraíbas e do Brasil. É o primeiro canal dos hits da África Lusófona. O canal é dedicado à música e às culturas afro-lusófonas contemporâneas, assim como à cena Somos a paixão da musica visando um público de amante da música cantada em português. Além de veicular videoclipes, o canal também traz entrevistas com artistas renomados, promovendo seus próximos álbuns ou turnês de shows.
1. ↑  «Trace TV, le petit français qui mise sur l'international». Les Echos (em francês). 13 de fevereiro de 2013. Consultado em 20 de maio de 2020